# Список высших учебных заведений Адыгеи
В список высших учебных заведений Адыгеи включены образовательные учреждения высшего и высшего профессионального образования, находящиеся на территории Адыгеи и участвовавшие в мониторинге Министерства образования и науки Российской Федерации 2015 года. Этим критериям в Адыгее соответствует 2 вуза и 6 филиалов.
Филиалы вузов, головные организации которых находятся в иных субъектах федерации, сгруппированы в отдельном списке. Порядок следования элементов списка — алфавитный.
Вузы, лицензия которых не действует на 8 октября 2015 года, отмечены цветом. 

## Список высших образовательных учреждений
| Название                                               | Категория       | Год основания | Месторасположение | Число студентов |
| ------------------------------------------------------ | --------------- | ------------- | ----------------- | --------------- |
| Адыгейский государственный университет                 | государственный | 1940          | Майкоп            | 5473            |
| Майкопский государственный технологический университет | государственный | 1993          | Майкоп            | 6856            |

## Список филиалов высших образовательных учреждений
| Название | Категория         | Год основания | Месторасположение | Месторасположение головной организации | Число студентов |
| --- | ----------------- | ------------- | ----------------- | -------------------------------------- | --------------- |
| Адыгейский филиал Российской академии народного хозяйства и государственной службы при Президенте Российской Федерации | государственный   |               | Майкоп            | Москва                                 | 426             |
| Адыгейский филиал Университета Российской академии образования                                                         | негосударственный |               | Майкоп            | Москва                                 |                 |
| Адыгейский филиал Южно-Российского государственного политехнического университета                                      | государственный   |               | Майкоп            | Новочеркасск                           | 222             |
| Филиал в ауле Кошехабль Адыгейского государственного университета                                                      | государственный   | 1996          | Кошехабль         | Майкоп                                 |                 |
| Филиал в Майкопе Российского государственного социального университета                                                 | государственный   | 1999          | Майкоп            | Москва                                 |                 |
| Филиал в Яблоновском Майкопского государственного технологического университета                                        | государственный   | 1998          | Яблоновский       | Майкоп                                 | 764             |